# Васильев, Анатолий Александрович (актёр)
Анато́лий Алекса́ндрович Васи́льев (род. 6 ноября 1946, Нижний Тагил, Свердловская область, СССР) — советский и российский актёр театра и кино; народный артист Российской Федерации (1994).

## Биография
Анатолий Васильев родился 6 ноября 1946 года в Нижнем Тагиле.
В 1969 году Анатолий Васильев окончил Школу-студию МХАТ (курс В. П. Маркова). По окончании школы-студии был принят в труппу Московского театра Сатиры, где прослужил до 1973 года. В 1973 году перешёл в театр Советской Армии. С 1995 года служит в театре имени Моссовета.
Снялся более чем в 50 фильмах («Крик гагары», «Корпус генерала Шубникова», «Михайло Ломоносов», «Любимая женщина механика Гаврилова», «Дамское танго», «Захочу — полюблю» и другие). Наиболее известные роли — в фильмах «Экипаж» и «Сваты».

### Личная жизнь
- Первая жена (1973—1983) — Татьяна Васильева (род. 1947), актриса, народная артистка РФ (1992).

Анатолий и Татьяна были однокурсниками по театральному институту.
- - Сын Филипп Васильев (род. 15.09.1978), актёр. В 2008—2015 годах был женат на актрисе Анастасии Васильевой (Бегуновой). В этом браке родились сыновья. В 2016 году Филипп женился на актрисе Марии Болонкиной. Во втором браке родились двое дочерей и сын.

- -     - Внуки Иван и Григорий[источник не указан 1138 дней],внучка Мирра (6 ноября 2016), внучка Сарра (2022), внук Яков (2025).

- Вторая жена (с 1991) — Вера Васильева[2].

- - Дочь Варвара (1992)[2][3].

## Роли в театре

### Московский театр Сатиры
- «Все в саду» — Джек Фостер
- «Ложь для узкого круга» — Андрей Качурин

### Центральный театр Советской армии
- «А зори здесь тихие» Б. Васильева — Васков
- «Оптимистическая трагедия» Вс. Вишневского — Алексей
- «Смерть Иоанна Грозного» А. К. Толстого — Борис Годунов
- «Макбет» Шекспира — Макбет
- «Орфей спускается в ад» Теннесси Уильямса — Вэл
- «Идиот» Ф. М. Достоевского — Парфён Рогожин

### Театр имени Моссовета
- «Школа неплательщиков» — Гастон
- «Скандал? Скандал! Скандал…» — Сэр Оливер
- «Кубик для президента» — Немо
- «Утешитель вдов»
- «Мамаша Кураж и её дети» Бертольта Брехта — Питер Ламб
- «Ученик дьявола» — Антони Андерсон
- «Мужчины по выходным» — Адамов
- «Свадьба Кречинского» — Кречинский
- «Царство отца и сына» — Иван Шуйский

### Московский независимый театр
- «Собачье сердце» — профессор Преображенский

## Фильмография

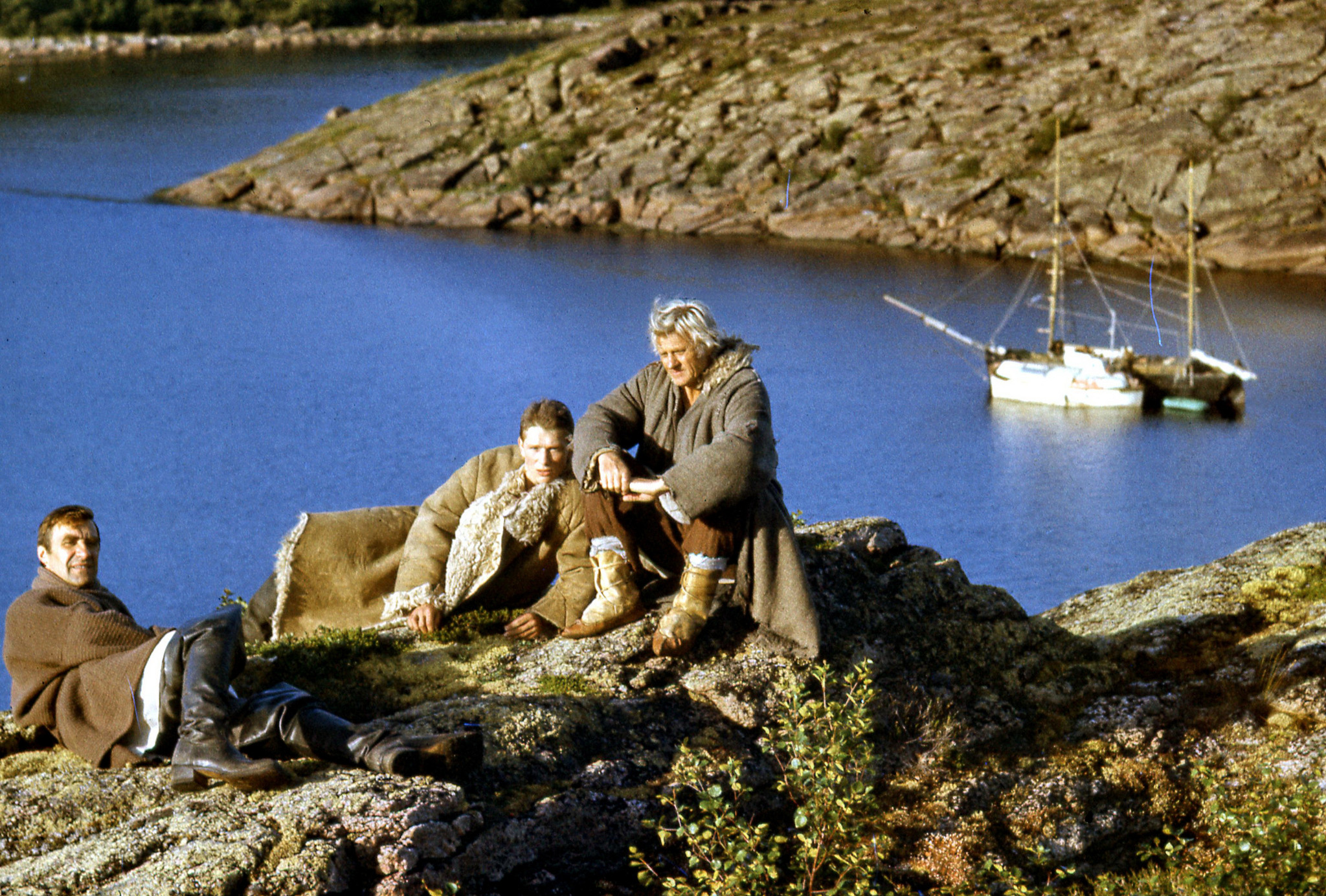
На съёмках фильма Михайло Ломоносов («От недр своих») актёры: Васильев, Анатолий Александрович (отец М. В. Ломоносова — Василий Дорофеевич), Александр Николаевич Михайлов (Михайло Ломоносов в отрочестве), Андрей Степанович Дударенко (Мошкарь). На втором плане гукор «Чайка» и вельбот из Мурманска. Соловки. Острова Кузова.
Фото: Андрей Платов, 1982 г.

- 1978 — Иванцов, Петров, Сидоров — Владик Яковлев
- 1978 — Степь — Дымов
- 1978 — Близкая даль — Сергей Букреев
- 1979 — Экипаж — Валентин Ненароков, второй пилот
- 1979 — Крик гагары — Корнев
- 1979 — Близкая даль — Сергей Букреев
- 1980 — Чрезвычайные обстоятельства — Глеб Константинович Батукин
- 1980 — Корпус генерала Шубникова — генерал-майор Николай Шубников
- 1981 — Яблоко на ладони — Левашов, археолог
- 1981 — Любимая женщина механика Гаврилова — Слава
- 1982 — Если враг не сдаётся… — майор Чернецов
- 1982 — Надежда и опора — Андрей Павлович Фомин, первый секретарь
- 1983 — Дамское танго — Фёдор Васильевич
- 1983 — Ворота в небо — генерал-майор Николай Шубников
- 1984 — Тихие воды глубоки — Михаил Свешнев
- 1984 — Клетка для канареек
- 1985 — Грубая посадка — Александр Варламов, подполковник
- 1986 — Игорь Саввович — Роман Юрьевич Ивашов
- 1986 — Где ваш сын? — Борис Павлович Фролов
- 1986 — Борис Годунов — Пётр Басманов
- 1986 — Михайло Ломоносов — Василий Дорофеевич, отец Ломоносова
- 1987 — Свободное падение — Вадим
- 1987 — Оглашению не подлежит — Егор Иванович Филатов
- 1988 — Без мундира — Свиблов
- 1990 — Захочу — полюблю — Модест Никандрович Элерский, свободный художник
- 1991 — Фирма приключений — комиссар Гард
- 1992 — Свободная зона
- 1993 — Зачем алиби честному человеку? — Виктор Петрович Забродин, начальник районного уголовного розыска
- 1993 — Ваши пальцы пахнут ладаном — Пал Палыч Чекрыгин
- 1995 — Осторожно! Красная ртуть!
- 1997 — На заре туманной юности — Башкирцев
- 2001 — Времена не выбирают — Гаврюшин Юрий
- 2001 — Любовь.ru — Калинин
- 2004 — Фабрика грёз
- 2004 — Папа — Иван Кузьмич Чернышов
- 2004 — Тёмные аллеи (короткометражный)
- 2004 — Новогодние мужчины — Адамов
- 2004—2007 — Бальзаковский возраст, или Все мужики сво… — генерал Геннадий Репецкий
- 2005 — Слепой 2 — Фёдор Филиппович Потапчук, генерал ФСБ
- 2005 — Охотники за иконами
- 2005 — Короткое дыхание — Валентин Зотов, отец Александра
- 2005 — Воскресенье в женской бане — Кудрявцев | Серия № 13: «Безымянная звезда»
- 2005 — Дополнительное время — футболист Деев
- 2006 — Большая любовь — Семён Кантемиров, Герой Советского Союза, генерал-лейтенант
- 2007 — Татьянин день — Олег Баринов
- 2007 — Мы будем счастливы, моя прелесть
- 2007 — Майор Ветров — отец Ветрова
- 2008 — Корова — Руслан
- 2008 — Отцы и дети — Николай Петрович Кирсанов
- 2008 — Сваты — Юрий Анатольевич Ковалёв (дедушка Юра)
- 2008 — Новые времена, или Биржа недвижимости — Зубарев
- 2009 — И примкнувший к ним Шепилов — Леонид Брежнев
- 2009 — Люди Шпака — Михаил Александрович Порываев, полковник
- 2009 — Осведомлённый источник в Москве — Леонид Брежнев
- 2009 — Сваты 2 — Юрий Анатольевич Ковалёв (дедушка Юра)
- 2009 — Сваты 3 — Юрий Анатольевич Ковалёв (дедушка Юра)
- 2010 — Буду помнить Эмиль Авербах наши дни
- 2010 — Медвежий угол — Матвей Иванович Катунин (лесник, отец Ольги)
- 2010 — Откричат журавли — отец Валеры Николаева
- 2010 — Сваты 4 — Юрий Анатольевич Ковалёв (дедушка Юра)
- 2010 — Новогодние сваты — Юрий Анатольевич Ковалёв (дедушка Юра)
- 2011 — Царство отца и сына — Иван Шуйский
- 2011 — Семейный детектив — Николай Михайлович Гордеев
- 2012 — Военная Прокуратура — Сергей Николаевич Смирнов, старший прокурор, муж Натальи
- 2013 — Крик совы — Валентин Петрович Бакур, «Граф»
- 2014 — Военная Прокуратура 2. «Погоня за смертью» — Сергей Николаевич Смирнов, заместитель областного прокурора, муж Натальи
- 2014 — Полоса отчуждения — Сергей Иванович, отец Павла
- 2015 — Военная Прокуратура 3. «Конец Полковника» — Сергей Николаевич Смирнов, заместитель областного прокурора, бывший муж Натальи
- 2019 — Чудотворная —
- 2019 — Андреевский флаг — Григорий Сергеевич Чернобаевский, вице-адмирал
- 2021 — Красная зона —
- 2024 — Моё собачье дело —

## Отношение к Украине
Анатолий Васильев так отозвался о сложившейся на Украине ситуации:
Ни ненависти к русским, ни национализма не было на Украине раньше. По крайней мере, я ничего подобного не чувствовал, когда бывал в советское время с гастролями на Украине. У меня была масса друзей украинцев. <…> Мы близкие, родные все люди.
О президенте Украины Владимире Зеленском он высказался так:
Я считаю, что в силу своей политической неподготовленности он не до конца понимал, что вообще может случиться в перспективе. И сейчас только, думаю, у него открываются глаза на что-то. Но теперь уже сложней и сложней свернуть назад и признать свою ошибку. А начиналось всё, думаю, в глазах Зеленского радужно.